# Associació Surinamesa de Futbol
L'Associació Surinamesa de Futbol, també coneguda per les sigles SVB (Surinaamse Voetbal Bond, en neerlandès) és l'òrgan de govern del futbol de Surinam. Va ser fundada l'any 1920 i va afiliar-se a la Federació Internacional de Futbol Associació (FIFA) l'any 1929. El 1965, la SVB es va afiliar a la Confederació del Nord, Centreamèrica i el Carib de Futbol Associació (CONCACAF) i a la Unió Caribenya de Futbol (CFU). L'Associació de Futbol de Surinam té 41 membres i està formada per associacions de futbol i sindicats afiliats.
Surinam està geogràficament en territori sud-americà, però per raons històriques la SVB, juntament amb la Federació de Futbol de Guyana i la Lliga de Futbol de la Guaiana Francesa, mai ha estat afiliada a la Confederació Sud-americana de Futbol (CONMEBOL).
De 1970 a 1975, la SVB va canviar el nom a KSVB en afegir, davant de les sigles SVB, la paraula Koninklijke (Reial, en català) en honor de la reina Juliana dels Països Baixos. El 1976, la SVB va recuperar les sigles històriques poc després que Surinam declarés la seva independència.
La SVB organitza la Lliga surinamesa de futbol (Eerste Divisie, en neerlandès). Es juga des de 1924, és la màxima categoria del futbol surinamès i la disputen setze equips des de 2018. La SVB també organitza la segona divisió (Tweede Divisie, en neerlandès) i la Copa surinamesa de futbol (Beker van suriname, en neerlandès), que és la competició per eliminatòries des de l'any 1992. El guanyador de la primera divisió i el guanyador de la copa de Surinam disputen la Copa President o Supercopa de Surinam des de l'any 1993. La SVB també és la responsable dels diferents equips nacionals de totes les categories i de l'equip olímpic de Surinam.